# 諾芭晚·樂吉佤淦
諾芭晚·樂吉佤淦（1991年11月18日—）是泰王國的網球运动员，當今世界女子（少年）排名第二。 
諾芭晚1991年11月18日生於曼谷。2005年年僅15歲的諾芭晚即代表泰國參加聯合會盃比賽，2006年參加多哈亞運會，後來更參加多次國際網球聯合會的亞洲區域比賽。並奪得五項比賽冠軍。她的教練是Marek Malaszszak。
2008年6月，她參加溫布爾登網球公開賽女子單打少女組的比賽，一路過關斬將進入決賽，雖然在決賽里不敵佔盡天時、地利、人和的東道主運動員勞拉·羅布森（比分：1-2），卻創造了亞洲少年女子選手在該項賽事中的最佳記錄。獲得獎金12,220英鎊。

## 獲得比賽冠軍
- Asian Closed Junior Tennis Championships （2008年）
- 19th Mitsubishi-Lancer International Juniors Championships （2008年）
- 11th Sarawak Chief Minister's Cup ITF Junior Tennis Championships （2008年）
- Asia/Oceania Closed Championships （2007年）
- TrueVisions Thailand Open （2007年）

## 獲得比賽亞軍
- 溫布爾登網球公開賽女子少年組（2008年）

## 外部連結
- 諾芭晚·樂吉佤淦的国际女子网球协会官方資料（英文）
- 諾芭晚·樂吉佤淦的國際網球總會 職業／青少年 官方資料（英文）
- Fed Cup - Player profile - Noppawan LERTCHEEWAKARN (THA)（页面存档备份，存于）